# Knud Nordentoft (forfatter)
 Der er flere personer med dette navn, se Knud Nordentoft.
Knud Nordentoft (født 9. marts 1895, død 17. juni 1953) var en dansk jurist og forfatter, søn af doktor Thomas Severin Nordentoft og hustru Marie Ingerslev Quistgaard. Han blev gift i 1924 med Bjørg Margrethe Marcker, men skilt igen i 1944. Parret fik tre børn.

## Under krigen
Under besættelsen meldte han sig i 1941 ind i DNSAP og Schalburgkorpset. Han påvirkede også den unge Jakob Bech Nygaard til at melde sig ind i partiet i 1942, og hans dagbog blev efter krigen anvendt som bevismateriale mod både Bech Nygaard, Svend Fleuron og Ingvald Lieberkind. 
Nordentofts tysksindethed skyldtes ren opportunisme. Men indmeldelsen håbede han at opnå bedre kår for sin forfattervirksomhed. Gennem 1930'erne havde han slidt med sit sagførerjob om dagen og sin forfattervirksomhed om natten. Til sidst valgte han juraen fra; måske fordi Jørgen Laasbys barndom i ny udgave blev bedre modtaget af anmelderne. Dertil havde han tabt en del af familiens formue ved uheldige ejendomsinvesteringer i Århus; og til overmål gik 20.000 kroner tabt, som han i 1938 havde skudt ind i et advokatfirma i Hillerød. Som kulturarbejder under landsretssagfører H.C. Bryld fra Rask Hovedgård kunne Nordentoft supplere indtægten fra sit arbejde ved Fædrelandet. Især var han involveret i planerne om en bogkorporation, hvorved en dansk forfatter, der stod udenfor, skulle være udelukket fra at få sit stof publiceret. Nordentoft ønskede en kulturfond oprettet af midler konfiskeret fra jøder, frimurere og kommunister. Forfatterne skulle så understøttes af denne fond og evt. indirekte i mindre krævende stillinger ved kulturlivets administration. I efteråret 1943 meldte han sig ud af DNSAP efter at have tabt troen på Fritz Clausen, og så i stedet sine chancer hos Schalburgkorpset, som også tyskerne så et håb i. Nogen ansættelse blev der ikke tale om, men et samarbejde med deres efterretningstjeneste ET, hvor han udvekslede information med en af lederne, Frederik Mortensen, til brug for en samtidsroman, han skrev på. Efterhånden kom han på ETs lønningsliste under dæknavnet Knud Olsen. 

## Efter krigen
Ved retsopgøret efter besættelsen blev han idømt otte års fængsel, men benådet efter at have afsonet fire år.
Dansk Forfatterforening oprettede efter befrielsen en privat domstol, kaldt "æresretten", i den hensigt at forestå en udrensning af de kolleger, der havde optrådt "unationalt" under besættelsen. I denne domstol sad Hans Kirk samt to jurister, og 26 danske forfattere blev indkaldt til forhør og efterfølgende domsafsigelse. Af de 26 blev 17 ekskluderet af forfatterforeningen på livstid, mens fire klarede frisag, og fire endte "i ærens ingenmandsland".  Zoologen Lieberkinds korte samarbejde med Nordentoft om naturforskning blev årsag til, at Lieberkind i 1946 blev ekskluderet af foreningen. 
Nordentoft udgav i efteråret 1952 bogen, eller efter eget udsagn, piecen: "Den hemmelige danmarkshistorie, den forløjede udrensning" på forlaget Storia.
I 1953 begik Nordentoft selvmord. En havnearbejder fremmødt på arbejde på Krøyers Plads fandt under en bænk tæt ved kajen en sølvbeslået stok, en alpehue og en tom sherryflaske. Den følgende søndag aften blev en druknet – uden hue – fundet i nærheden, ved Wilders Plads. 